# Danh sách cầu thủ tham dự Cúp bóng đá châu Phi 1996
Dưới đây là danh sách các đội hình thi đấu tại Cúp bóng đá châu Phi 1996.

## Bảng A

### Nam Phi
Huấn luyện viên:  Clive Barker
| Số | Vt | Cầu thủ                | Ngày sinh (tuổi)            | Số trận | Câu lạc bộ              |
| -- | -- | ---------------------- | --------------------------- | ------- | ----------------------- |
| 1  | TM | Andre Arendse          | 27 tháng 6, 1967 (28 tuổi)  |         | Cape Town Spurs         |
|    | TM | Roger De Sa            | 1 tháng 10, 1964 (31 tuổi)  |         | Mamelodi Sundowns       |
|    | TM | John Tlale             | 15 tháng 5, 1967 (28 tuổi)  |         | QwaQwa Stars            |
| 5  | HV | Mark Fish              | 14 tháng 3, 1974 (21 tuổi)  |         | Orlando Pirates         |
|    | HV | Edward Motale          | 29 tháng 7, 1966 (29 tuổi)  |         | Orlando Pirates         |
| 2  | HV | Sizwe Motaung          | 7 tháng 1, 1970 (26 tuổi)   |         | Mamelodi Sundowns       |
|    | HV | David Nyathi           | 22 tháng 3, 1969 (26 tuổi)  |         | Cape Town Spurs         |
| 4  | HV | Lucas Radebe           | 12 tháng 4, 1969 (26 tuổi)  |         | Leeds United            |
| 9  | HV | Neil Tovey (c)         | 2 tháng 4, 1962 (33 tuổi)   |         | Kaizer Chiefs           |
|    | HV | Andrew Tucker          | 25 tháng 12, 1968 (27 tuổi) |         | Pretoria City           |
| 8  | TV | Linda Buthelezi        | 28 tháng 6, 1969 (26 tuổi)  |         | Mamelodi Sundowns       |
| 15 | TV | Doctor Khumalo         | 26 tháng 6, 1967 (28 tuổi)  |         | Kaizer Chiefs           |
|    | TV | Augustine Makalakalane | 15 tháng 9, 1965 (30 tuổi)  |         | Zürich                  |
| 19 | TV | Helman Mkhalele        | 20 tháng 10, 1969 (26 tuổi) |         | Orlando Pirates         |
|    | TV | John Moeti             | 30 tháng 8, 1967 (28 tuổi)  |         | Orlando Pirates         |
|    | TV | Zane Moosa             | 23 tháng 9, 1968 (27 tuổi)  |         | Mamelodi Sundowns       |
| 10 | TV | John Moshoeu           | 18 tháng 12, 1965 (30 tuổi) |         | Kocaelispor             |
| 21 | TV | Eric Tinkler           | 30 tháng 7, 1970 (25 tuổi)  |         | Vitória de Setúbal      |
| 17 | TĐ | Shaun Bartlett         | 31 tháng 10, 1972 (23 tuổi) |         | Cape Town Spurs         |
| 6  | TĐ | Philemon Masinga       | 28 tháng 6, 1969 (26 tuổi)  |         | Leeds United            |
|    | TĐ | Daniel Mudau           | 4 tháng 9, 1968 (27 tuổi)   |         | Mamelodi Sundowns       |
| 11 | TĐ | Mark Williams          | 11 tháng 8, 1966 (29 tuổi)  |         | Wolverhampton Wanderers |

### Cameroon
Huấn luyện viên:  Jules-Frederic Nyongha
| Số | Vt | Cầu thủ              | Ngày sinh (tuổi)            | Số trận | Câu lạc bộ       |
| -- | -- | -------------------- | --------------------------- | ------- | ---------------- |
|    | TM | William Andem        | 14 tháng 6, 1968 (27 tuổi)  |         | Cruzeiro         |
|    | TM | Alioum Boukar        | 3 tháng 1, 1972 (24 tuổi)   |         | Samsunspor       |
|    | TM | Vincent Ongandzi     | 22 tháng 11, 1975 (20 tuổi) |         | Tonnerre Yaoundé |
|    | HV | Hans Agbo            | 26 tháng 9, 1967 (28 tuổi)  |         | Olympic Mvolyé   |
|    | HV | Bertin Ebwelle       | 11 tháng 9, 1962 (33 tuổi)  |         | Canon Yaoundé    |
|    | HV | Tobie Mimboe         | 30 tháng 6, 1964 (31 tuổi)  |         | Cerro Porteño    |
|    | HV | Michel Ndoumbé       | 1 tháng 1, 1971 (25 tuổi)   |         | Újpest           |
|    | HV | Rigobert Song        | 1 tháng 7, 1976 (19 tuổi)   |         | Metz             |
|    | HV | Pierre Womé          | 26 tháng 3, 1979 (16 tuổi)  |         | Canon Yaoundé    |
|    | TV | Marc-Vivien Foé      | 1 tháng 5, 1975 (20 tuổi)   |         | Lens             |
|    | TV | Sunday Jang          | 25 tháng 12, 1973 (22 tuổi) |         | Olympic Mvolyé   |
|    | TV | Marcel Mahouvé       | 16 tháng 1, 1973 (22 tuổi)  |         | Tonnerre Yaoundé |
|    | TV | Georges Mouyeme      | 15 tháng 4, 1971 (24 tuổi)  |         | Angers           |
|    | TV | Roland Njume Ntoko   | 30 tháng 11, 1972 (23 tuổi) |         | Publikum         |
|    | TV | Augustine Simo       | 18 tháng 9, 1978 (17 tuổi)  |         | Torino           |
|    | TV | Joseph Marie Tchango | 28 tháng 11, 1978 (17 tuổi) |         | Coton Sport      |
|    | TĐ | Nicolas Dikoume      | 21 tháng 11, 1973 (22 tuổi) |         | Canon Yaoundé    |
|    | TĐ | Joseph Mbarga        | 2 tháng 7, 1975 (20 tuổi)   |         | Olympic Mvolyé   |
|    | TĐ | Basile Essa Mvondo   | 19 tháng 4, 1978 (17 tuổi)  |         | Aigle Nkongsamba |
|    | TĐ | François Omam-Biyik  | 21 tháng 5, 1966 (29 tuổi)  |         | América          |
|    | TĐ | Alphonse Tchami      | 14 tháng 9, 1971 (24 tuổi)  |         | Boca Juniors     |
|    | TĐ | Bernard Tchoutang    | 2 tháng 9, 1976 (19 tuổi)   |         | Vanspor          |

### Ai Cập
Huấn luyện viên:  Ruud Krol
| Số | Vt | Cầu thủ                      | Ngày sinh (tuổi)            | Số trận | Câu lạc bộ              |
| -- | -- | ---------------------------- | --------------------------- | ------- | ----------------------- |
| 1  | TM | Nader El-Sayed               | 31 tháng 12, 1972 (23 tuổi) |         | Al-Zamalek              |
| 21 | TM | Essam Abdel-Azim             | 1 tháng 11, 1970 (25 tuổi)  |         | Al-Ittihad Al-Iskandary |
| 22 | TM | El-Sayed El-Swairki          |                             |         | Ismaily SC              |
| 2  | HV | Yasser Radwan                | 22 tháng 4, 1972 (23 tuổi)  |         | Baladeyet El-Mahalla    |
| 3  | HV | Fawzi Gamal                  | 23 tháng 10, 1966 (29 tuổi) |         | Ismaily SC              |
| 4  | HV | Hany Ramzy                   | 10 tháng 3, 1969 (26 tuổi)  |         | Werder Bremen           |
| 5  | HV | Samir Ibrahim Kamouna        | 2 tháng 4, 1972 (23 tuổi)   |         | Al-Mokawloon al-Arab    |
| 6  | HV | Mehdat Abdelhadi             | 12 tháng 6, 1974 (21 tuổi)  |         | Al-Zamalek              |
| 8  | HV | Hamza El-Gamal               | 2 tháng 3, 1970 (25 tuổi)   |         | Ismaily SC              |
| 7  | TV | Mohamed Kamouna              | 13 tháng 6, 1969 (26 tuổi)  |         | El Mansoura SC          |
| 12 | TV | Ismail Youssef               | 28 tháng 6, 1964 (31 tuổi)  |         | Al-Zamalek              |
| 13 | TV | Moustafa Reyad               |                             |         | Al-Masry                |
| 14 | TV | Hazem Emam                   | 10 tháng 5, 1975 (20 tuổi)  |         | Al-Zamalek              |
| 16 | TV | Magdy Tolba                  | 24 tháng 12, 1964 (31 tuổi) |         | Al-Ahly                 |
| 17 | TV | Ahmed Hassan                 | 2 tháng 5, 1975 (20 tuổi)   |         | Ismaily SC              |
| 19 | TV | Abdel Sattar Sabry           | 19 tháng 6, 1974 (21 tuổi)  |         | Al-Mokawloon al-Arab    |
| 20 | TV | Hady Khashaba                | 19 tháng 12, 1972 (23 tuổi) |         | Al-Ahly                 |
| 9  | TĐ | Mohamed Salah Abougreisha    | 1 tháng 1, 1970 (26 tuổi)   |         | Ismaily SC              |
| 10 | TĐ | Ahmed El-Kass                | 8 tháng 7, 1965 (30 tuổi)   |         | Al-Zamalek              |
| 15 | TĐ | Ali Maher                    | 3 tháng 12, 1973 (22 tuổi)  |         | Tersana                 |
| 18 | TĐ | Ahmed "Koushary" Abdel Monem | 8 tháng 1, 1971 (25 tuổi)   |         | Al-Ahly                 |
| 11 | TĐ | Ibrahim El-Masry             | 19 tháng 8, 1971 (24 tuổi)  |         | Al-Masry                |

### Angola
Huấn luyện viên:  Carlos Alhinho
| Số | Vt | Cầu thủ        | Ngày sinh (tuổi)            | Số trận | Câu lạc bộ           |
| -- | -- | -------------- | --------------------------- | ------- | -------------------- |
| 1  | TM | Orlando        |                             |         | Espérance            |
| 12 | TM | Tata           |                             |         | Taifa                |
| 16 | TM | Zé Gordo       |                             |         | Sporting de Luanda   |
| 3  | HV | Amadeu         | 6 tháng 4, 1966 (29 tuổi)   |         | Penafiel             |
| 4  | HV | Neto           | 10 tháng 10, 1971 (24 tuổi) |         | Primeiro de Agosto   |
| 5  | HV | Aurélio        |                             |         | Petro de Luanda      |
| 6  | HV | Fua            | 7 tháng 4, 1969 (26 tuổi)   |         | União de Leiria      |
| 13 | HV | Hélder Vicente | 30 tháng 9, 1975 (20 tuổi)  |         | Primeiro de Agosto   |
| 14 | HV | Wilson         | 13 tháng 3, 1969 (26 tuổi)  |         | Gil Vicente          |
| 19 | HV | Minhonha       |                             |         | Primeiro de Maio     |
| 2  | TV | Abel Campos    | 4 tháng 5, 1962 (33 tuổi)   |         | Alverca              |
| 7  | TV | Carlos Pedro   | 6 tháng 4, 1969 (26 tuổi)   |         | Espinho              |
| 8  | TV | Castella       |                             |         | Primeiro de Maio     |
| 9  | TV | Diogo          |                             |         | Primeiro de Maio     |
| 10 | TV | Joni           | 25 tháng 3, 1970 (25 tuổi)  |         | Salgueiros           |
| 17 | TV | Paulão         | 22 tháng 10, 1969 (26 tuổi) |         | Benfica              |
| 18 | TV | Walter         | 20 tháng 11, 1967 (28 tuổi) |         | Vitória de Guimarães |
| 20 | TV | Akwá           | 30 tháng 5, 1977 (18 tuổi)  |         | Alverca              |
| 11 | TĐ | Luizinho       | 11 tháng 8, 1969 (26 tuổi)  |         | Braga                |
| 15 | TĐ | Quinzinho      | 4 tháng 3, 1974 (21 tuổi)   |         | Porto                |
| 21 | TĐ | Rosário        |                             |         | Petro de Luanda      |
| 22 | TĐ | Túbia          | 15 tháng 8, 1966 (29 tuổi)  |         | Desportivo das Aves  |

## Bảng B

### Zambia
Huấn luyện viên:  Roald Poulsen
| Số | Vt | Cầu thủ          | Ngày sinh (tuổi)            | Số trận | Câu lạc bộ         |
| -- | -- | ---------------- | --------------------------- | ------- | ------------------ |
| 22 | TM | Collins Mbulo    | 15 tháng 1, 1970 (25 tuổi)  |         | Mufulira Wanderers |
| 16 | TM | Davies Phiri     | 1 tháng 4, 1976 (19 tuổi)   |         | Kabwe Warriors     |
| 1  | TM | James Phiri      | 8 tháng 2, 1969 (26 tuổi)   |         | Zanaco FC          |
| 13 | HV | Aggrey Chiyangi  | 5 tháng 6, 1964 (31 tuổi)   |         | Power Dynamos FC   |
| 2  | HV | Harrison Choongo | 5 tháng 6, 1969 (26 tuổi)   |         | Al Taawon          |
| 21 | HV | Allan Kamwanga   | 30 tháng 10, 1968 (27 tuổi) |         | Mufulira Wanderers |
| 3  | HV | Elijah Litana    | 5 tháng 12, 1970 (25 tuổi)  |         | Al-Hilal           |
| 19 | HV | Hillary Makasa   | 12 tháng 1, 1976 (20 tuổi)  |         | Roan United        |
| 20 | HV | Modon Malitoli   | 5 tháng 8, 1968 (27 tuổi)   |         | Nkana Red Devils   |
| 5  | HV | Jones Mwewa      | 12 tháng 3, 1973 (22 tuổi)  |         | Power Dynamos FC   |
| 17 | TV | Joel Bwalya      | 24 tháng 10, 1972 (23 tuổi) |         | Cercle Brugge      |
| 7  | TV | Johnson Bwalya   | 3 tháng 12, 1967 (28 tuổi)  |         | SC Kriens          |
| 15 | TV | John Lungu       | 12 tháng 6, 1966 (29 tuổi)  |         | Roan United        |
| 4  | TV | Kenneth Malitoli | 20 tháng 8, 1966 (29 tuổi)  |         | Espérance          |
| 8  | TV | Bilton Musonda   | 9 tháng 4, 1971 (24 tuổi)   |         | Mufulira Wanderers |
| 10 | TV | Vincent Mutale   | 28 tháng 4, 1973 (22 tuổi)  |         | Mufulira Wanderers |
| 14 | TV | Alex Namazaba    | 5 tháng 5, 1973 (22 tuổi)   |         | Lusaka Dynamos     |
| 12 | TV | Andrew Tembo     | 19 tháng 8, 1971 (24 tuổi)  |         | Zamsure Lusaka     |
| 11 | TĐ | Kalusha Bwalya   | 16 tháng 8, 1963 (32 tuổi)  |         | América            |
| 9  | TĐ | Dennis Lota      | 8 tháng 11, 1973 (22 tuổi)  |         | Konkola Blades     |
| 18 | TĐ | Mwape Miti       | 24 tháng 5, 1973 (22 tuổi)  |         | Power Dynamos FC   |
| 6  | TĐ | Zeddy Saileti    | 16 tháng 1, 1969 (26 tuổi)  |         | RoPS               |

### Algérie
Huấn luyện viên:  Ali Fergani
| Số | Vt | Cầu thủ                      | Ngày sinh (tuổi)            | Số trận | Câu lạc bộ     |
| -- | -- | ---------------------------- | --------------------------- | ------- | -------------- |
| 1  | TM | Aomar Hamened                | 7 tháng 2, 1969 (26 tuổi)   |         | JS Kabylie     |
| 16 | TM | M'hamed Haniched             | 30 tháng 4, 1968 (27 tuổi)  |         | US Chaouia     |
| 2  | HV | Fayçal Hamdani               | 13 tháng 7, 1970 (25 tuổi)  |         | WA Boufarik    |
| 5  | HV | Mourad Slatni                | 5 tháng 2, 1966 (29 tuổi)   |         | CR Belouizdad  |
| 6  | HV | Mahieddine Meftah            | 25 tháng 9, 1968 (27 tuổi)  |         | JS Kabylie     |
| 20 | HV | Tarek Lazizi                 | 8 tháng 6, 1971 (24 tuổi)   |         | MC Alger       |
| 21 | HV | Omar Belatoui                | 4 tháng 9, 1969 (26 tuổi)   |         | MC Oran        |
|    | HV | Rezki Amrouche               | 17 tháng 11, 1970 (25 tuổi) |         | JS Kabylie     |
|    | HV | Tarek Ghoul                  | 6 tháng 1, 1975 (21 tuổi)   |         | USM El Harrach |
| 8  | TV | Billel Dziri                 | 21 tháng 1, 1972 (23 tuổi)  |         | USM Alger      |
| 10 | TV | Khaled Lounici               | 9 tháng 7, 1967 (28 tuổi)   |         | USM El Harrach |
| 12 | TV | Karim Bakhti                 | 13 tháng 10, 1969 (26 tuổi) |         | CR Belouizdad  |
| 13 | TV | Sid Ahmed Zerrouki           | 30 tháng 8, 1970 (25 tuổi)  |         | MC Oran        |
| 14 | TV | Tahar Cherif El-Ouazzani (c) | 10 tháng 7, 1967 (28 tuổi)  |         | MC Oran        |
| 15 | TV | Ali Dahleb                   | 25 tháng 8, 1969 (26 tuổi)  |         | WA Tlemcen     |
| 18 | TV | Moussa Saïb                  | 5 tháng 3, 1969 (26 tuổi)   |         | AJ Auxerre     |
|    | TV | Abdelaziz Guechir            | 6 tháng 4, 1968 (27 tuổi)   |         | CA Batna       |
| 7  | TĐ | Kamel Kaci-Saïd              | 13 tháng 12, 1967 (28 tuổi) |         | Zamalek SC     |
| 9  | TĐ | Ali Meçabih                  | 2 tháng 4, 1972 (23 tuổi)   |         | MC Oran        |
|    | TĐ | Azzedine Rahim               | 31 tháng 3, 1972 (23 tuổi)  |         | USM Alger      |
|    | TĐ | Nacer Zekri                  | 3 tháng 8, 1971 (24 tuổi)   |         | USM Alger      |

### Burkina Faso
Huấn luyện viên:  Idrissa Traore, then  Calixte Zagre for the last match
| Số | Vt | Cầu thủ              | Ngày sinh (tuổi)            | Số trận | Câu lạc bộ                      |
| -- | -- | -------------------- | --------------------------- | ------- | ------------------------------- |
|    | TM | Siaka Coulibaly      | 10 tháng 3, 1972 (23 tuổi)  |         | USFA                            |
|    | TM | Ibrahima Diarra      | 16 tháng 2, 1971 (24 tuổi)  |         | FUS Rabat                       |
|    | HV | Brahima Cissé        | 5 tháng 10, 1977 (18 tuổi)  |         | USFA                            |
|    | HV | Ousseni Diop         |                             |         | ASFA Yennega                    |
|    | HV | Pierre Kouada        | 29 tháng 6, 1966 (29 tuổi)  |         | Etoile Filante                  |
|    | HV | Camille Palenfo      | 6 tháng 9, 1971 (24 tuổi)   |         | ASFA Yennega                    |
|    | HV | Firmin Sanou         | 21 tháng 4, 1973 (22 tuổi)  |         | Etoile Filante                  |
|    | HV | Zakaria Zeba         |                             |         | USFA                            |
|    | TV | Hassane Kamagate     | 6 tháng 5, 1970 (25 tuổi)   |         | ASFA Yennega                    |
|    | TV | Mamadou Kone         | 6 tháng 3, 1974 (21 tuổi)   |         | USFA                            |
|    | TV | Sidi Napon           | 29 tháng 8, 1972 (23 tuổi)  |         | Entente Sportive Viry-Châtillon |
|    | TV | Aboubakari Ouattara  | 20 tháng 12, 1970 (25 tuổi) |         | ASFA Yennega                    |
|    | TV | Brahima Traoré       | 24 tháng 2, 1974 (21 tuổi)  |         | FC Bressuire                    |
|    | TV | Vincent Ye           | 9 tháng 8, 1966 (29 tuổi)   |         | FC Sète                         |
|    | TV | Boureima Zongo       | 16 tháng 3, 1972 (23 tuổi)  |         | Racing Club de Bobo             |
|    | TĐ | Aboubakari Ouedraogo |                             |         | ASFA Yennega                    |
|    | TĐ | Ousmane Sanou        | 11 tháng 3, 1978 (17 tuổi)  |         | Willem II                       |
|    | TĐ | Salif Sanou          | 3 tháng 6, 1974 (21 tuổi)   |         | ASF Bobo-Dioulasso              |
|    | TĐ | Salifou Traore       | 25 tháng 1, 1973 (22 tuổi)  |         | USFA                            |
|    | TĐ | Seydou Traoré        | 17 tháng 9, 1970 (25 tuổi)  |         | FC Bressuire                    |
|    | TĐ | Issouf Traoré        | 11 tháng 5, 1974 (21 tuổi)  |         | USM Aïn Beïda                   |

### Sierra Leone
Huấn luyện viên:  Roger Palmgren
| Số | Vt | Cầu thủ               | Ngày sinh (tuổi)            | Số trận | Câu lạc bộ           |
| -- | -- | --------------------- | --------------------------- | ------- | -------------------- |
| 16 | TM | Brima Kamara          | 5 tháng 5, 1972 (23 tuổi)   |         | East End Lions       |
| 1  | TM | Osaid Marah           | 26 tháng 5, 1960 (35 tuổi)  |         | K.V.K. Tienen        |
| 14 | HV | Ibrahim Bah           | 8 tháng 3, 1969 (26 tuổi)   |         | Ports Authority F.C. |
| 3  | HV | Lamine Bangura        |                             |         | ASEC Abidjan         |
| 5  | HV | Kewullay Conteh       | 31 tháng 12, 1977 (18 tuổi) |         | Atalanta B.C.        |
|    | HV | Gbessay Bangura       | 30 tháng 1, 1974 (21 tuổi)  |         | Spanga IS            |
| 4  | HV | Abu Bakerr Kamara     | 15 tháng 4, 1977 (18 tuổi)  |         | Ismaily SC           |
|    | HV | Francis Koroma        | 4 tháng 1, 1975 (21 tuổi)   |         | Diamond Stars        |
|    | HV | Ibrahim Bobson Kamara | 22 tháng 9, 1975 (20 tuổi)  |         | Mighty Blackpool     |
|    | HV | Ibrahim Kamara        | 17 tháng 3, 1981 (14 tuổi)  |         | Motherwell F.C.      |
| 6  | HV | John Sama             | 24 tháng 3, 1972 (23 tuổi)  |         | Visby IF             |
| 18 | TV | Amidu Karim           | 10 tháng 7, 1974 (21 tuổi)  |         | Shebin El Kom        |
| 8  | TV | Ahmed Kanu            | 5 tháng 7, 1968 (27 tuổi)   |         | Eendracht Aalst      |
| 7  | TV | Musa Kanu             | 4 tháng 3, 1976 (19 tuổi)   |         | K.S.C. Lokeren       |
| 11 | TV | Rashid Wurie          | 27 tháng 12, 1972 (23 tuổi) |         | K. Beerschot V.A.C.  |
|    | TĐ | Lamine Conteh         | 17 tháng 1, 1976 (19 tuổi)  |         | SV Meppen            |
| 19 | TĐ | Gbessay Sesay         | 11 tháng 5, 1968 (27 tuổi)  |         | Vitória Setúbal      |
|    | TĐ | Mohamed Kallon        | 6 tháng 10, 1979 (16 tuổi)  |         | FC Lugano            |
|    | TĐ | Musa Kallon           | 8 tháng 4, 1970 (25 tuổi)   |         | Sportul Studenţesc   |
| 21 | TĐ | Abu Kanu              | 31 tháng 3, 1972 (23 tuổi)  |         | Spanga IS            |
| 20 | TĐ | Mohamed Sillah        | 1 tháng 9, 1975 (20 tuổi)   |         | K.F.C. Lommel S.K.   |

## Bảng C

### Gabon
Huấn luyện viên:  Alain da Costa Soares
| Số | Vt | Cầu thủ                | Ngày sinh (tuổi)            | Số trận | Câu lạc bộ        |
| -- | -- | ---------------------- | --------------------------- | ------- | ----------------- |
|    | TM | Claude Babe            | 17 tháng 1, 1970 (25 tuổi)  |         | FC 105 Libreville |
|    | TM | Jacques Dekousshoud    | 12 tháng 5, 1964 (31 tuổi)  |         | FC 105 Libreville |
|    | TM | Germain Mendome        | 21 tháng 8, 1970 (25 tuổi)  |         | Mbilinga FC       |
|    | HV | François Amegasse      | 10 tháng 10, 1965 (30 tuổi) |         | Mbilinga FC       |
|    | HV | Serge Bayonne          |                             |         | FC 105 Libreville |
|    | HV | Francis Koumba         | 16 tháng 7, 1970 (25 tuổi)  |         | Mangasport        |
|    | HV | Jean-Martin Mouloungui | 30 tháng 11, 1969 (26 tuổi) |         | Mbilinga FC       |
|    | HV | Guy-Roger Nzeng        | 30 tháng 5, 1970 (25 tuổi)  |         | Petrosport        |
|    | HV | Landry Poulangoye      | 9 tháng 3, 1976 (19 tuổi)   |         | FC Mulhouse       |
|    | TV | Pierre Aubameyang (c)  | 29 tháng 5, 1965 (30 tuổi)  |         | FC 105 Libreville |
|    | TV | Etienne Kassa-Ngoma    |                             |         | Mbilinga FC       |
|    | TV | Jean-Daniel Ndong-Nze  | 24 tháng 1, 1970 (25 tuổi)  |         | FC 105 Libreville |
|    | TV | Serge Ngoma            |                             |         | Blagnac FC        |
|    | TV | Jonas Ogandaga         | 1 tháng 8, 1975 (20 tuổi)   |         | Mbilinga FC       |
|    | TV | Valery Ondo            | 14 tháng 8, 1967 (28 tuổi)  |         | Espérance         |
|    | TV | Anicet Yala            | 9 tháng 8, 1976 (19 tuổi)   |         | Mangasport        |
|    | TĐ | Aurelien Bekogo        | 27 tháng 12, 1975 (20 tuổi) |         | Mangasport        |
|    | TĐ | Brice Mackaya          | 23 tháng 7, 1968 (27 tuổi)  |         | Vasas Budapest    |
|    | TĐ | Regis Manon            | 22 tháng 10, 1965 (30 tuổi) |         | FC 105 Libreville |
|    | TĐ | Albin Nbonga Nze       | 6 tháng 9, 1971 (24 tuổi)   |         | FC 105 Libreville |
|    | TĐ | Guy Roger Nzamba       | 13 tháng 7, 1970 (25 tuổi)  |         | FC 105 Libreville |
|    | TĐ | Constant Tamboucha     | 3 tháng 5, 1976 (19 tuổi)   |         | FC 105 Libreville |

### Zaire
Huấn luyện viên:  Muhsin Ertuğral, then  Lusadusu Basilwa for the last two games
| Số | Vt | Cầu thủ               | Ngày sinh (tuổi)            | Số trận | Câu lạc bộ           |
| -- | -- | --------------------- | --------------------------- | ------- | -------------------- |
|    | TM | Nzamongini Babale     | 13 tháng 3, 1975 (20 tuổi)  |         | DC Motemba Pembe     |
|    | TM | Mpangi Merikani       | 4 tháng 4, 1967 (28 tuổi)   |         | Real Rovers          |
|    | TM | Bilolo Tambwe         |                             |         | AS Vita Club         |
|    | HV | Ntumba Danga          |                             |         | Stade Brestois 29    |
|    | HV | Michél Mazingu-Dinzey | 15 tháng 10, 1972 (23 tuổi) |         | FC St. Pauli         |
|    | HV | Roger Hitoto          | 24 tháng 2, 1969 (26 tuổi)  |         | Lille OSC            |
|    | HV | Kabwe Kasongo         | 31 tháng 7, 1970 (25 tuổi)  |         | Lubumbashi Sport     |
|    | HV | Epangala Lukose       | 20 tháng 4, 1964 (31 tuổi)  |         | AS Vita Club         |
|    | HV | Ngamala Monka         | 5 tháng 6, 1968 (27 tuổi)   |         | DC Motemba Pembe     |
|    | HV | Mutamba Kabongo       | 9 tháng 12, 1970 (25 tuổi)  |         | AS Bantous           |
|    | TV | Nzelo Hervé Lembi     | 25 tháng 8, 1975 (20 tuổi)  |         | Club Brugge          |
|    | TV | Ndiaye Kalenga        | 12 tháng 12, 1967 (28 tuổi) |         | Ankaragücü           |
|    | TV | Zola Kiniambi         | 26 tháng 6, 1970 (25 tuổi)  |         | AS Vita Club         |
|    | TV | Emeka Mamale          | 21 tháng 8, 1977 (18 tuổi)  |         | DC Motemba Pembe     |
|    | TV | Kabeya Mukanya        | 1 tháng 5, 1968 (27 tuổi)   |         | K.F.C. Lommelse S.K. |
|    | TV | N'Dinga Mbote Amily   | 11 tháng 9, 1966 (29 tuổi)  |         | Vitória Guimarães    |
|    | TĐ | Liombi Essende        | 20 tháng 8, 1968 (27 tuổi)  |         | Olympic Charleroi    |
|    | TĐ | Roger Menana Lukaku   | 6 tháng 6, 1966 (29 tuổi)   |         | Germinal Ekeren      |
|    | TĐ | Banga Kasongo         | 26 tháng 6, 1974 (21 tuổi)  |         | AS Vita Club         |
|    | TĐ | Andre Kona N'Gole     | 16 tháng 6, 1970 (25 tuổi)  |         | Gençlerbirliği S.K.  |
|    | TĐ | Michel Ngonge         | 17 tháng 8, 1967 (28 tuổi)  |         | K.R.C. Harelbeke     |
|    | TĐ | Bunene Ngaduane       | 30 tháng 7, 1972 (23 tuổi)  |         | Ankaragücü           |

### Liberia
Huấn luyện viên:  Wilfred Lardner
| Số | Vt | Cầu thủ           | Ngày sinh (tuổi)            | Số trận | Câu lạc bộ           |
| -- | -- | ----------------- | --------------------------- | ------- | -------------------- |
|    | TM | Pewou Bestman     | 10 tháng 7, 1975 (20 tuổi)  |         | Invincible Eleven    |
|    | TM | Anthony Tokpah    | 26 tháng 7, 1977 (18 tuổi)  |         | Hajduk Split         |
|    | TM | Michael Wreh      | 4 tháng 5, 1975 (20 tuổi)   |         | Mighty Barolle       |
|    | HV | Jenkins Cooper    | 15 tháng 4, 1975 (20 tuổi)  |         | Mighty Barolle       |
|    | HV | Terrence Dixon    |                             |         | Deportivo Travederos |
|    | HV | Fallah Johnson    | 26 tháng 10, 1976 (19 tuổi) |         | Mighty Barolle       |
|    | HV | Simon Mattar      |                             |         | Invincible Eleven    |
|    | HV | Zizi Roberts      | 19 tháng 7, 1979 (16 tuổi)  |         | Junior Professional  |
|    | HV | Alexander Theo    | 11 tháng 2, 1969 (26 tuổi)  |         | Bloemfontein Celtic  |
|    | TV | Robert Clarke     | 4 tháng 9, 1967 (28 tuổi)   |         | 1. FC Saarbrücken    |
|    | TV | Arthur Farh       | 12 tháng 6, 1972 (23 tuổi)  |         | Stuttgarter Kickers  |
|    | TV | Alexander Freeman | 3 tháng 1, 1970 (26 tuổi)   |         | Kelantan FA          |
|    | TV | Jonah Sarrweah    | 24 tháng 9, 1975 (20 tuổi)  |         | Africa Sports        |
|    | TV | Kelvin Sebwe      | 4 tháng 4, 1972 (23 tuổi)   |         | Toulouse FC          |
|    | TĐ | James Debbah      | 14 tháng 12, 1976 (19 tuổi) |         | OGC Nice             |
|    | TĐ | Oliver Makor      | 9 tháng 10, 1973 (22 tuổi)  |         | Grenoble Foot        |
|    | TĐ | Joe Nagbe         | 2 tháng 9, 1968 (27 tuổi)   |         | OGC Nice             |
|    | TĐ | Mass Sarr Jr      | 6 tháng 2, 1973 (22 tuổi)   |         | Hajduk Split         |
|    | TĐ | Jonathan Sogbie   | 1 tháng 1, 1967 (29 tuổi)   |         | Servette FC          |
|    | TĐ | George Weah       | 1 tháng 10, 1966 (29 tuổi)  |         | AC Milan             |
|    | TĐ | Christopher Wreh  | 14 tháng 5, 1975 (20 tuổi)  |         | AS Monaco            |

## Bảng D

### Ghana
Huấn luyện viên:  Ismael Kurtz
| Số | Vt | Cầu thủ                | Ngày sinh (tuổi)            | Số trận | Câu lạc bộ        |
| -- | -- | ---------------------- | --------------------------- | ------- | ----------------- |
| 16 | TM | Simon Addo             | 11 tháng 12, 1974 (21 tuổi) |         | Ghapoha           |
|    | TM | Richard Kingson        | 13 tháng 6, 1978 (17 tuổi)  |         | Great Olympics    |
|    | TM | Crenstil Nanbanyin     | 9 tháng 4, 1971 (24 tuổi)   |         | Ashanti Gold SC   |
| 5  | HV | Joseph Addo            | 21 tháng 9, 1971 (24 tuổi)  |         | FSV Frankfurt     |
| 2  | HV | Frank Amankwah         | 29 tháng 12, 1971 (24 tuổi) |         | Asante Kotoko     |
| 3  | HV | Isaac Asare            | 1 tháng 9, 1974 (21 tuổi)   |         | R.S.C. Anderlecht |
|    | HV | Stephen Baidoo         | 25 tháng 2, 1976 (19 tuổi)  |         | Ashanti Gold SC   |
| 4  | HV | Afo Dodoo              | 23 tháng 11, 1973 (22 tuổi) |         | Kalamata FC       |
| 15 | HV | Samuel Johnson         | 25 tháng 7, 1973 (22 tuổi)  |         | Kalamata FC       |
|    | HV | Samuel Kuffour         | 3 tháng 9, 1976 (19 tuổi)   |         | FC Bayern Munich  |
|    | TV | Joachin Yaw Acheampong | 2 tháng 11, 1973 (22 tuổi)  |         | Real Sociedad     |
|    | TV | Daniel Addo            | 6 tháng 11, 1976 (19 tuổi)  |         | Bayer Leverkusen  |
|    | TV | Samuel Kumah           | 26 tháng 6, 1970 (25 tuổi)  |         | Al-Shabab         |
|    | TV | Nii Lamptey            | 10 tháng 12, 1974 (21 tuổi) |         | Coventry City     |
| 10 | TV | Abedi Pele             | 5 tháng 11, 1964 (31 tuổi)  |         | Torino Calcio     |
| 6  | TV | Mallam Yahaya          | 31 tháng 12, 1974 (21 tuổi) |         | Borussia Dortmund |
|    | TĐ | Felix Aboagye          | 5 tháng 12, 1975 (20 tuổi)  |         | Al-Ahly           |
| 11 | TĐ | Charles Akonnor        | 12 tháng 3, 1974 (21 tuổi)  |         | Fortuna Köln      |
|    | TĐ | Kwame Ayew             | 28 tháng 12, 1973 (22 tuổi) |         | Uniao Leiria      |
| 7  | TĐ | Yaw Preko              | 8 tháng 9, 1974 (21 tuổi)   |         | R.S.C. Anderlecht |
|    | TĐ | Ibrahim Tanko          | 25 tháng 7, 1977 (18 tuổi)  |         | Borussia Dortmund |
| 21 | TĐ | Anthony Yeboah         | 6 tháng 6, 1966 (29 tuổi)   |         | Leeds United      |

### Bờ Biển Ngà
Huấn luyện viên:  Pierre Pleimelding
| Số | Vt | Cầu thủ            | Ngày sinh (tuổi)            | Số trận | Câu lạc bộ           |
| -- | -- | ------------------ | --------------------------- | ------- | -------------------- |
|    | TM | Alain Gouaméné     | 15 tháng 6, 1966 (29 tuổi)  |         | Toulouse FC          |
| 16 | TM | Seydou Diarra      | 16 tháng 4, 1968 (27 tuổi)  |         | ASEC Abidjan         |
| 1  | TM | Obou Macaire       | 28 tháng 12, 1970 (25 tuổi) |         | Stella Club d'Adjamé |
| 2  | HV | Basile Aka Kouamé  | 6 tháng 4, 1963 (32 tuổi)   |         | ASEC Abidjan         |
| 15 | HV | Ghislain Akassou   | 15 tháng 2, 1975 (20 tuổi)  |         | ASEC Abidjan         |
| 20 | HV | Lassina Dao        | 6 tháng 2, 1971 (24 tuổi)   |         | ASEC Abidjan         |
|    | HV | Cyril Domoraud     | 22 tháng 7, 1971 (24 tuổi)  |         | Red Star 93          |
| 6  | HV | Kpassagnon Gneto   | 25 tháng 2, 1971 (24 tuổi)  |         | Africa Sports        |
| 5  | HV | Ibrahima Kamara    |                             |         | Stade Abidjan        |
|    | HV | Jean-Marie Kouassi | 3 tháng 3, 1975 (20 tuổi)   |         | ASEC Abidjan         |
|    | HV | Rufin Biagne Lue   | 5 tháng 1, 1968 (28 tuổi)   |         | Africa Sports        |
|    | TV | Adama Kone         | 26 tháng 7, 1969 (26 tuổi)  |         | Africa Sports        |
|    | TV | Serge Dié          | 4 tháng 10, 1977 (18 tuổi)  |         | Africa Sports        |
| 7  | TV | Tchiressoua Guel   | 27 tháng 12, 1975 (20 tuổi) |         | ASEC Abidjan         |
| 8  | TV | Ibrahima Kone      | 26 tháng 7, 1969 (26 tuổi)  |         | Africa Sports        |
| 13 | TV | Aliou Siby Badra   | 26 tháng 2, 1971 (24 tuổi)  |         | ASEC Abidjan         |
| 19 | TV | Donald-Olivier Sie | 3 tháng 4, 1970 (25 tuổi)   |         | ASEC Abidjan         |
| 9  | TĐ | Ibrahima Bakayoko  | 31 tháng 12, 1976 (19 tuổi) |         | Montpellier HSC      |
| 11 | TĐ | Michel Bassole     | 18 tháng 7, 1972 (23 tuổi)  |         | Al-Ittifaq           |
| 21 | TĐ | Joël Tiéhi         | 12 tháng 6, 1964 (31 tuổi)  |         | FC Martigues         |
| 10 | TĐ | Abdoulaye Traoré   | 4 tháng 3, 1967 (28 tuổi)   |         | ASEC Abidjan         |
| 14 | TĐ | Moussa Traoré      | 25 tháng 12, 1971 (24 tuổi) |         | Olympique Alès       |

### Tunisia
Huấn luyện viên:  Henryk Kasperczak
| Số | Vt | Cầu thủ               | Ngày sinh (tuổi)            | Số trận | Câu lạc bộ     |
| -- | -- | --------------------- | --------------------------- | ------- | -------------- |
|    | TM | Hassen Bejaoui        | 14 tháng 2, 1975 (20 tuổi)  |         | CA Bizerte     |
| 1  | TM | Chokri El Ouaer       | 15 tháng 8, 1966 (29 tuổi)  |         | Espérance      |
| 16 | TM | Boubaker Zitouni      | 16 tháng 11, 1965 (30 tuổi) |         | Club Africain  |
|    | HV | Khaled Badra          | 8 tháng 4, 1973 (22 tuổi)   |         | Espérance      |
| 5  | HV | Hédi Berkhissa        | 28 tháng 6, 1972 (23 tuổi)  |         | Espérance      |
| 4  | HV | Mounir Boukadida      | 24 tháng 10, 1967 (28 tuổi) |         | Étoile Sahel   |
|    | HV | Lassad Hanini         | 2 tháng 5, 1971 (24 tuổi)   |         | Club Africain  |
| 14 | HV | Sabri Jaballah        | 28 tháng 6, 1973 (22 tuổi)  |         | AS Marsa       |
|    | HV | Bechir Sahbani        | 22 tháng 10, 1972 (23 tuổi) |         | CA Bizerte     |
| 17 | HV | Ahmed Trabelsi        |                             |         | Club Africain  |
| 8  | TV | Zoubeir Baya          | 15 tháng 5, 1971 (24 tuổi)  |         | Étoile Sahel   |
| 20 | TV | Riadh Bouazizi        | 8 tháng 4, 1973 (22 tuổi)   |         | Étoile Sahel   |
| 6  | TV | Ferid Chouchane       | 19 tháng 4, 1973 (22 tuổi)  |         | Étoile Sahel   |
| 12 | TV | Sofiane Fekhi         | 9 tháng 8, 1968 (27 tuổi)   |         | CS Sfaxien     |
| 10 | TV | Kais Ghodhbane        | 7 tháng 1, 1976 (20 tuổi)   |         | Étoile Sahel   |
| 11 | TV | Adel Sellimi          | 16 tháng 11, 1972 (23 tuổi) |         | Club Africain  |
| 3  | TV | Sami Trabelsi         | 4 tháng 2, 1968 (27 tuổi)   |         | CS Sfaxien     |
|    | TĐ | Belhassen Aloui       | 17 tháng 3, 1973 (22 tuổi)  |         | CS Hammam-Lif  |
| 9  | TĐ | Abdelkader Ben Hassen |                             |         | Espérance      |
| 18 | TĐ | Mehdi Ben Slimane     | 1 tháng 1, 1974 (22 tuổi)   |         | AS Marsa       |
| 2  | TĐ | Imed Ben Younes       | 16 tháng 6, 1974 (21 tuổi)  |         | Étoile Sahel   |
|    | TĐ | Jameleddine Limam     | 11 tháng 6, 1967 (28 tuổi)  |         | Stade Tunisien |

### Mozambique
Huấn luyện viên:  Rui Caçador
| Số | Vt | Cầu thủ          | Ngày sinh (tuổi)            | Số trận | Câu lạc bộ         |
| -- | -- | ---------------- | --------------------------- | ------- | ------------------ |
|    | TM | Luisinho         | 14 tháng 4, 1973 (22 tuổi)  |         | Desportivo Maputo  |
|    | TM | Manuel Valoi     |                             |         | Maxaquene          |
|    | TM | Rui Evora        | 11 tháng 8, 1970 (25 tuổi)  |         | Costa do Sol       |
|    | HV | João Chissano    | 26 tháng 7, 1970 (25 tuổi)  |         | Costa do Sol       |
|    | HV | Luis Parruque    | 28 tháng 7, 1969 (26 tuổi)  |         | Desportivo Maputo  |
|    | HV | Pinto Barros     | 4 tháng 5, 1973 (22 tuổi)   |         | Ferroviário Maputo |
|    | HV | Sérgio Faife     | 26 tháng 4, 1970 (25 tuổi)  |         | Costa do Sol       |
|    | HV | Tomás Inguana    | 13 tháng 1, 1973 (23 tuổi)  |         | Desportivo Maputo  |
|    | HV | Zé Augusto       | 18 tháng 4, 1968 (27 tuổi)  |         | Costa do Sol       |
|    | TV | Ali Hassan       | 4 tháng 6, 1964 (31 tuổi)   |         | Torres Novas       |
|    | TV | Antonio Muchanga | 24 tháng 11, 1965 (30 tuổi) |         | Maxaquene          |
|    | TV | Danito           | 20 tháng 3, 1970 (25 tuổi)  |         | Ferroviário Maputo |
|    | TV | Nana             | 11 tháng 9, 1967 (28 tuổi)  |         | Costa do Sol       |
|    | TV | Henrique Tembe   | 1 tháng 4, 1966 (29 tuổi)   |         | Costa do Sol       |
|    | TV | Manuel Bucuane   | 16 tháng 8, 1973 (22 tuổi)  |         | Desportivo Maputo  |
|    | TV | Mavo             | 4 tháng 10, 1971 (24 tuổi)  |         | Ferroviário Beira  |
|    | TV | Zé Bernardo      | 28 tháng 12, 1971 (24 tuổi) |         | Desportivo Maputo  |
|    | TĐ | Arnaldo Ouana    | 22 tháng 12, 1969 (26 tuổi) |         | Costa do Sol       |
|    | TĐ | Cachela Boane    | 28 tháng 12, 1972 (23 tuổi) |         | Maxaquene          |
|    | TĐ | Chiquinho Conde  | 22 tháng 11, 1965 (30 tuổi) |         | Belenenses         |
|    | TĐ | Jojó             | 6 tháng 9, 1970 (25 tuổi)   |         | Penafiel           |